# کابوس داروین
کابوس داروین (انگلیسی: Darwin's Nightmare) یک فیلم مستند به کارگردانی هوبرت زاپه محصول اتریش، فرانسه و بلژیک در سال ۲۰۰۴ است.
در کابوس داروین اثرات زیست‌محیطی و اجتماعی صنعت ماهیگیری در اطراف دریاچه ویکتوریا در تانزانیا مورد بررسی قرار گرفته‌است. اولین نمایش این فیلم مستند در جشنواره فیلم ونیز سال ۲۰۰۴ انجام شد.
کابوس داروین در هفتاد و هشتمین دوره جوایز اسکار در سال ۲۰۰۶ نامزد دریافت اسکار بهترین فیلم مستند بود اما جایزه را به فیلم رژه پنگوئن‌ها اثر لوک ژاکه باخت. بوستون گلوب کابوس داروین را به عنوان بهترین فیلم مستند حیات وحش سال برگزید.

## جوایز
- جوایز فیلم اروپا: بهترین فیلم مستند (۲۰۰۴)
- جشنواره بین‌المللی فیلم وین: بهترین فیلم مستند (۲۰۰۴)
- جشنواره فیلم سیدنی: جایزه فیپرشی (۲۰۰۵)
- جایزه سزار: جایزه بهترین فیلم اول (۲۰۰۶)